# ホークビル (潜水艦)
ホークビル (USS Hawkbill, SS-366) は、アメリカ海軍の潜水艦。バラオ級潜水艦の一隻。艦名はタイマイにちなんで命名された。タイマイの綴りは「Hawksbill」であるが、「s」は就役時に不注意で外された。

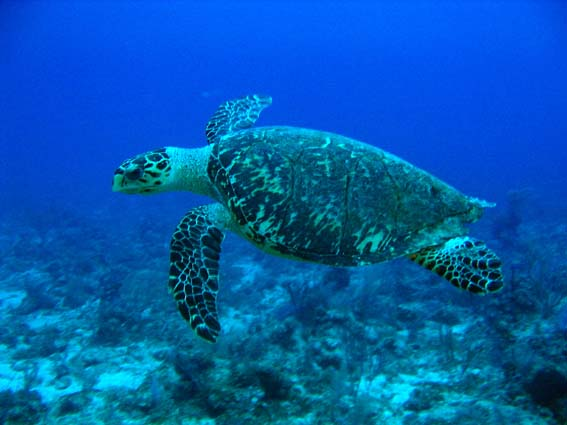
タイマイ（Hawksbill turtle）

## 艦歴
ホークビルは1943年8月7日にウィスコンシン州マニトワックのマニトワック造船で起工した。1944年1月9日にF・W・スキャンランド・ジュニア夫人によって命名、進水し、1944年5月17日に艦長F・ワース・スキャンランド・ジュニア少佐（アナポリス1934年組）の指揮下就役する。
五大湖での訓練期間に続いて、ホークビルは1944年6月1日にマニトワックを出航してイリノイ川を下り、最後は艀船に搭載されてミシシッピ川を運ばれた。6月10日にニューオーリンズに到着し、弾薬を補給した後6月16日に訓練のためパナマ運河地帯のバルボアに向かって出航する。重要な訓練が完了すると7月28日に真珠湾に到着し、最初の哨戒に向けての最終準備に入った。

### 第1、第2の哨戒 1944年8月 - 1945年1月

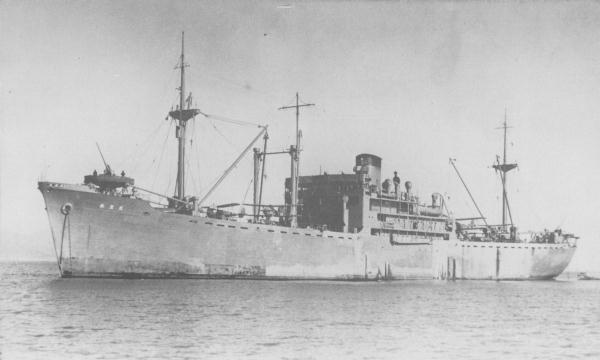
衣笠丸（1938年）

8月23日、ホークビルは最初の哨戒でバヤ (USS Baya, SS-318)、ベクーナ (USS Becuna, SS-319) とウルフパックを構成しフィリピン海域に向かった。10月にホークビル以下のウルフパックは哨戒海域を南シナ海へ移動。10月7日、ホークビルは北緯14度37分 東経115度55分 / 北緯14.617度 東経115.917度の地点で、南下してくるヒ77船団を発見。21時47分、ホークビルは魚雷を元特設水上機母艦衣笠丸（大阪商船、8,407トン）に向けて発射するが、この攻撃は当たらなかった。22時24分に魚雷を再び発射し、2本が命中。数分後にバヤから発射された魚雷の命中と機銃による攻撃を受け衣笠丸は沈没。しかし、その直後に始まった護衛の海防艦による激しい爆雷攻撃で潜航を強いられた。2日後の10月9日、ホークビルはベクーナとともに12隻から成るミ19船団を発見。ホークビルは北緯12度43分 東経118度05分 / 北緯12.717度 東経118.083度の地点で、ベクーナとともに応急タンカー徳和丸（日東汽船、1,943トン）を撃沈した。10月14日に厳重に警戒されたロンボク海峡を通過。10月18日、ホークビルは53日間の行動を終えてフリーマントルに帰投した。

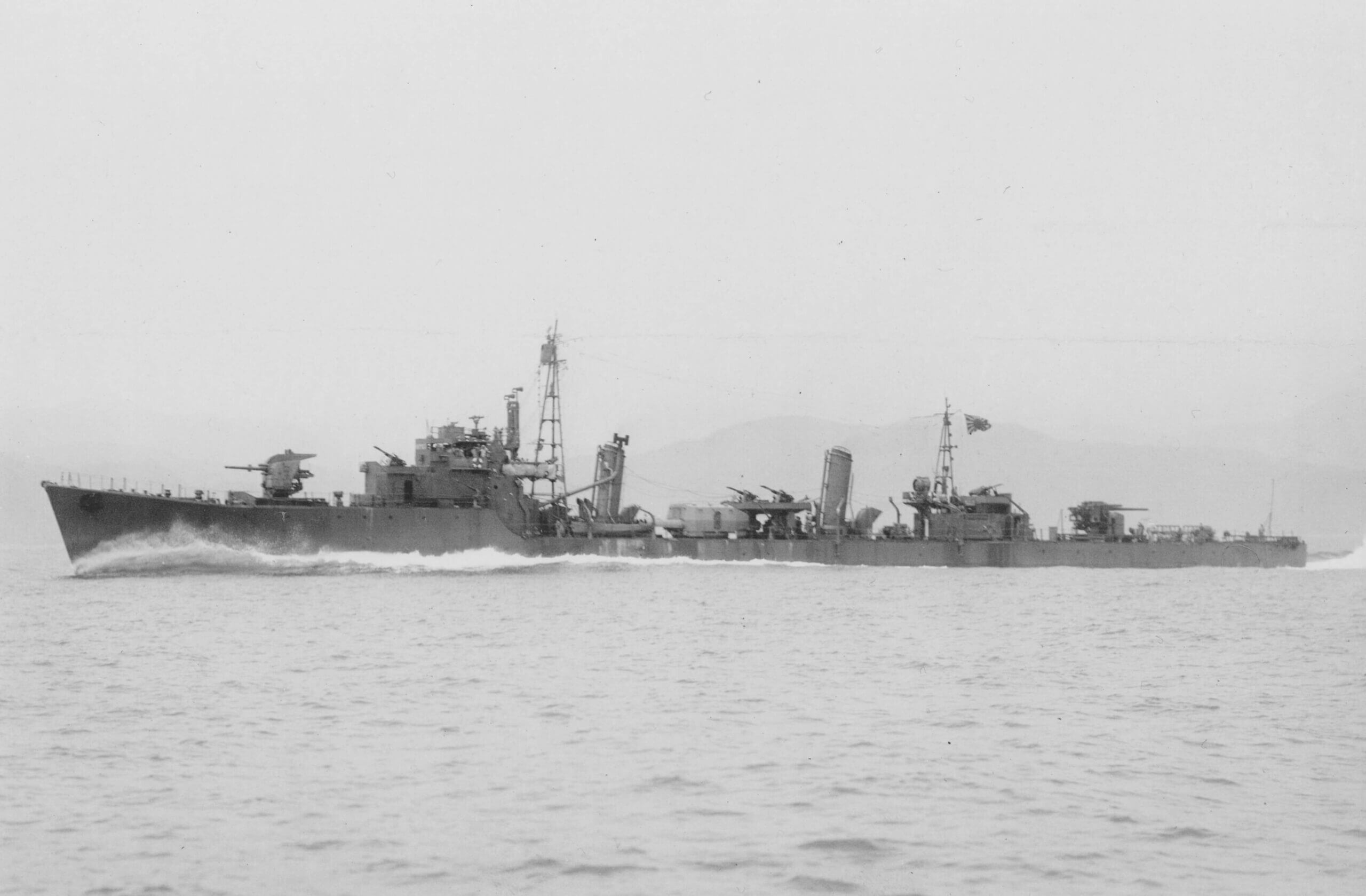
駆逐艦「桃」

11月15日、ホークビルは2回目の哨戒でベクーナ、フラッシャー (USS Flasher, SS-249) とウルフパックを構成し南シナ海に向かった。12月15日夜、ホークビルはマニラ北西海域で、マニラで空襲を受け損傷し高雄に向かっていた駆逐艦桃に対して魚雷を6本発射。魚雷は桃の第二缶室に命中し、桃は沈没していった。その後、ホークビルは再びロンボク海峡に向かった。この時警備艇に目撃されたものの、ホークビルはスコールの中へ隠れることができた。ホークビルはその射程から外れる前に、沿岸砲台に向けて砲撃を行った。1945年1月5日、ホークビルは50日間の行動を終えてフリーマントルに帰投した。

### 第3、第4の哨戒 1945年2月 - 6月
2月4日、ホークビルは3回目の哨戒で南シナ海に向かった。2月14日、ホークビルは南緯08度45分 東経108度28分 / 南緯8.750度 東経108.467度のジャワ海で第114号駆潜特務艇を撃沈した。
南シナ海に向かう前に、さらに何隻かの小型艇も撃沈。2月20日朝、ホークビルは南緯00度49分 東経106度54分 / 南緯0.817度 東経106.900度の地点で、クチンからシンガポールに向かっていた輸送船団を発見。4時15分、ホークビルは大善丸（大阪商船、5,396トン）に魚雷を3本命中させて撃沈した。哨戒の残りは敵に接触することはなかった。4月6日、ホークビルは58日間の行動を終えてフリーマントルに帰投した。

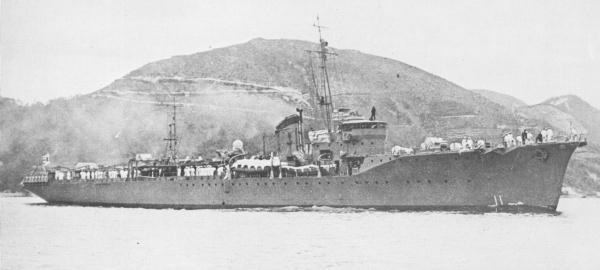
敷設艦「初鷹」（1939年）

5月5日、ホークビルは4回目の哨戒で南シナ海およびジャワ海方面に向かった。哨戒海域へ向かう途中、ホークビルはバリ島北部のカンゲアン諸島に対して爆撃を行うB-24部隊の支援として救援配置任務に就いた。任務終了後、5月16日にイギリス領マラヤ沖の哨戒海域に到着。間もなく、海岸に沿って南に向かう敷設艦初鷹を発見。5時25分、ホークビルは初鷹に雷撃を行い2本が命中、初鷹は沈没した。その後はマラヤ沖およびタイランド湾で哨戒を行った。6月18日、ホークビルは44日間の行動を終えてスービック湾に帰投した。

### 第5の哨戒 1945年7月 - 8月・神風との死闘

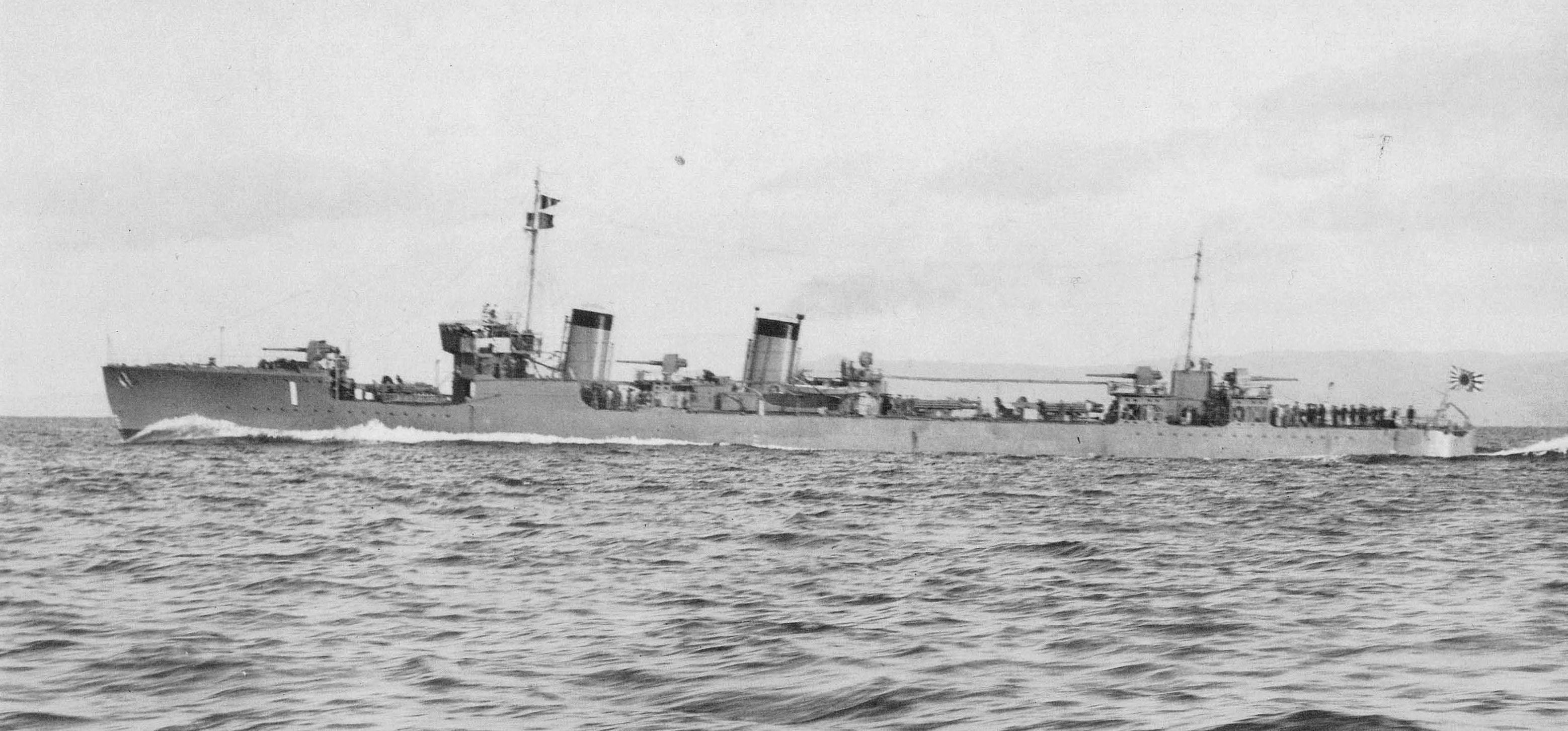
ホークビルを撃破した駆逐艦「神風」

7月12日、ホークビルは5回目の哨戒で南シナ海およびタイランド湾方面に向かった。7月18日昼過ぎ、ホークビルは北緯04度10分 東経106度30分 / 北緯4.167度 東経106.500度のマレー半島テンゴール岬沖でシンガポールからハッチェンに向かう輸送船団を発見した。同じ頃、船団を護衛していた駆逐艦神風の見張り員が右舷横2,000メートルにホークビルの潜望鏡を発見。19時を回って神風が攻撃態勢に入ろうとしたその時、ホークビルは艦首発射管から魚雷を6本発射した。しかし魚雷は神風の両側を通過して命中せず、しかもそのうちの1本は異常な動き方をしていた。20分後、神風がホークビルを探知して距離を詰めていったので、ホークビルは神風が800メートルに近寄ってきたところで魚雷を3本発射。しかし、この攻撃も失敗し、1本は神風の左舷側わずか2メートルのところをかすめ去った。ホークビルは神風の至近を潜望鏡深度で通過。神風からは手の届くほどの近さであった。神風が爆雷攻撃を開始すると、有効弾がありホークビルは神風から200メートル離れた場所で艦首を海上に急角度で突き出した。神風はこの機を逃さず艦尾の40ミリ連装機銃をホークビルに向けて発射。スキャンランド艦長も観念して5インチ砲による浮上砲戦を決しようとしていた。しかし、間もなくホークビルの艦首は海中に没して、深度33メートルの海底に沈座した。神風は水面上に浮かんできた木片や油膜からホークビルをおおむね撃沈したものと判断し、19時過ぎまで探査と爆雷攻撃を繰り返した。この間、ホークビルでは神風が上部を通過するたびに「最後の時が来た」と腹をくくっていた。やがて、神風は船団を追ってこの海域を去っていった。ホークビルは7月19日になってすぐに浮上したが、ジャイロコンパス、温度計、減速装置が破壊され、無線装置や音響兵器も使い物にならなくなった。ホークビルは哨戒を一旦中止し、スービック湾で修理を行った。スービック湾へ向かう途中、再び神風が護衛する輸送船団と遭遇したが、今度は何事もなかった。修理後に哨戒を再開したホークビルは、特別任務のためのオーストラリア陸軍士官を乗艦させていた。8月9日と10日には、ホークビルはタンベラン諸島とジュマジャ島にある2つの無線所を艦砲射撃で破壊し、タランパに部隊を上陸させて沿岸施設を破壊した。その後はアナンバス諸島での偵察および南シナ海での哨戒を行った。8月19日、ホークビルは31日間の行動を終えてスービック湾に帰投した。
戦後、ホークビルのスキャンランド艦長は神風の春日均艦長（兵59期）と1953年以来幾度か文通し、春日艦長を「最も熟練した駆逐艦艦長」として称えた。これに対し春日艦長は「今思うと、沈めんでよかったです。何かこれでほッとした気持です」と述懐した。
ホークビルは第二次世界大戦の戦功で6個の従軍星章を受章した。5回全ての哨戒が成功として記録され、第1、第3、第4回哨戒での顕著な功績により海軍殊勲部隊章を受章した。

### 戦後・オランダ海軍で
終戦後、ホークビルは8月30日にスービック湾を出港して9月14日に真珠湾に到着し、9月22日に出航してサンフランシスコに向かった。ホークビルはメア・アイランド海軍造船所で1946年9月30日に退役し、予備役艦隊入りした。
1952年、予備役から復帰したホークビルは GUPPY IB転換が行われ、相互防衛援助計画の下1953年4月21日にオランダに貸与された。オランダ海軍ではアシカに因んでゼーレーヴ ( HNLMS Zeeleeuw, S-803) の艦名で就役した。オランダ海軍における同名の艦としては最初の艦であった。ゼーレーヴは6月11日にロッテルダムに到着し、同年夏にはNATOの演習に参加した。ゼーレーヴは1970年11月24日にスクラップとして売却された。